# 北海道道711号社名淵瀬戸瀬停車場線
北海道道711号社名淵瀬戸瀬停車場線（ほっかいどうどう711ごう しゃなぶちせとせていしゃじょうせん）は、北海道紋別郡遠軽町内を結ぶ一般道道（北海道道）である。

## 概要

### 路線データ
- 起点：北海道紋別郡遠軽町社名淵（北海道道336号上社名淵上湧別線交点、北海道道137号遠軽雄武線上）
- 終点：北海道紋別郡遠軽町瀬戸瀬西町（JR北海道 石北本線 瀬戸瀬駅）
- 路線延長：12.8 km

## 歴史
- 1971年（昭和46年）3月31日 路線認定[1]。

## 路線状況

### 重複区間
- 起点 - 遠軽町見晴（北海道道137号遠軽雄武線）
- 遠軽町瀬戸瀬東町 - 遠軽町瀬戸瀬西町（国道333号）
- 遠軽町瀬戸瀬東町 - 終点（北海道道493号奥瀬戸瀬瀬戸瀬停車場線）

## 地理

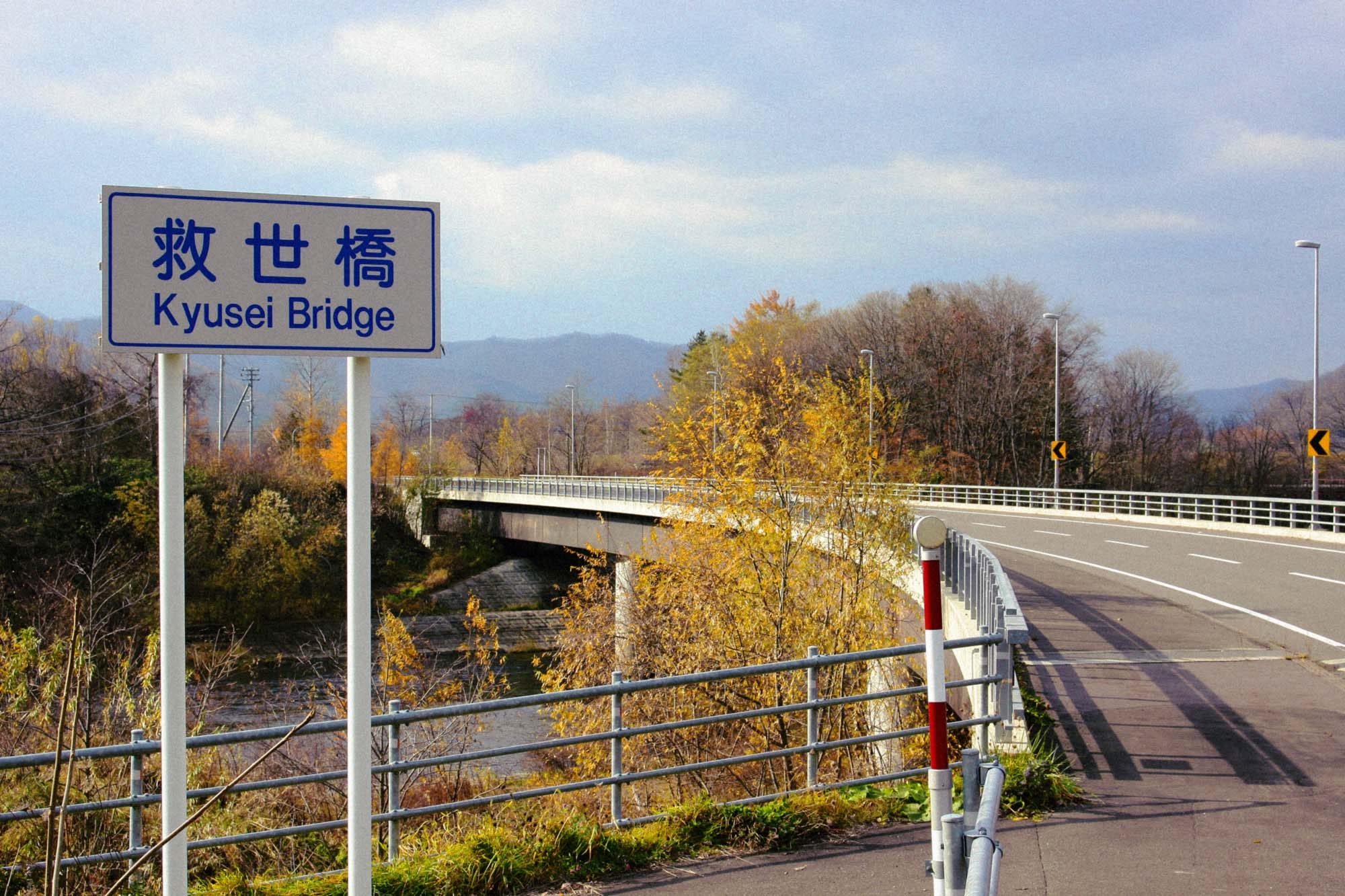
救世橋。1915年に救世軍遠軽小隊が初代の橋を架橋したことにちなむ

### 通過する自治体
- オホーツク総合振興局
  - 紋別郡遠軽町

### 交差する道路
遠軽町
- 北海道道336号上社名淵上湧別線 - 社名淵（起点）
- 北海道道137号遠軽雄武線 - 起点、見晴（重複）
- 国道333号 - 瀬戸瀬東町、瀬戸瀬西町（重複）
- 北海道道493号奥瀬戸瀬瀬戸瀬停車場線 - 瀬戸瀬東町（重複）

### 沿線にある施設など
遠軽町
- 瀬戸瀬郵便局 - 瀬戸瀬西町
- JR北海道 石北本線 瀬戸瀬駅 - 瀬戸瀬西町